# Hrvatska gradska glazba Stari Grad
Hrvatska gradska glazba Stari Grad je gradska glazba iz Staroga Grada na otoku Hvaru. Puhački je orkestar. Redovna je sudionica svih državnih, pučkih i crkvenih blagdana. Danas je u glazbi 40 članova, na čelu s kapelnikom g. Lukijem Gamulinom.

## Povijest
Osnovana je 1876. godine. Osnivač je bio gradonačelnik Ivan Antun Botteri (Gianantonio Botteri). Godina osnutka uklesana je na spomen-ploči postavljenoj 2001. na zgradi gdje je bilo prvo sjedište u današnjoj ulici Ruđera Boškovića bb u Starome Gradu, a o 125. obljetnici osnutka. Rečene 1876. godine osnovano je prvo glazbeno društvo u Starome Gradu i nosilo je naziv Banda Cittadina (Gradska glazba). Status glazbarskog društva je iz iste godine i dokumentirao je organizirani puhački orkestar i i njegovanju glazbene kulture u tadašnjem Starom Gradu. Prvi kapelnici bili su Česi. U Starom Gradu je od 1887. usporedno djelovalo i glazbeno društvo Hrvatska gradjanska glasba koja je potrajala do 1908. kad je osnovana Sokolska glazba u sklopu Hrvatskog sokola, ali je Sokolsku glazbu ukinula talijanska okupacijska vlast 1919. kad je i zabranjem rad Hrvatskog sokola. Inače, od svog osnutka 1876. Hrvatska gradska glazba neprekidno djeluje, iako su joj ime nekoliko puta nakratko pokušali promijeniti.Starogrojski glazbari gostovali su po Hrvatskoj i izvan Hrvatske, osobito u zemljama gdje su bili gradovi pobratimi Starom Gradu. Mnogi su Starograjani svirali u Glazbi, a neki su u njoj počeli svoju profesionalnu karijeru. Redovna je sudionica svih državnih, pučkih i crkvenih blagdana. Sve do velikosrpske agresije, glazba je ljetnjim večerima redovno činila svoj hod od spomenika pa do Hrvatske čitovnice.
2006. osam članova Hrvatske gradske glazbe Stari Grad dobilo je Nagradu Grada Staroga Grada - Povelju zahvalnosti za svoj dugogodišnji rad i aktivnost. Siječnja 2007. starogrojsko Gradsko poglavarstvo predložilo je Odboru za javna priznanja Županijske skupštine Splitsko-dalmatinske županije da Hrvatskoj gradskoj glazbi Stari Grad povodom navršene 130. obljetnice osnivanja dodijeli joj Skupnu nagradu Splitsko-dalmatinske županije za tu godinu. Obrazloženje prijedloga bila je uz ostalo i činjenica da je to jedina aktivna glazba na otoku Hvaru koja je nastupala po otoku, diljem Hrvatske i u inozemstvu: Rotterdamu, Pragu, Münchenu, Velkim Opatovicama, Letvicama, Brnu i drugdje. Iznimni povijesni nadnevci u djelovanju društva su 1926. i 1928. kad su im ukazali čast nastupati u Splitu nastupaju na svečanostima otkrivanja spomenika Grguru Ninskome i Marku Maruliću.

## Zanimljivosti
Hrvatska gradska glazba Stari Grad pojavila se u prizorima nekoliko epizoda hrvatske televizijske serije Malog mista.

## Nagrade
- 2006.: nagrada Grada Starog Grada osmorici članova
- 2007.: kandidatura za Skupnu nagradu Splitsko-dalmatinske županije

## Vanjske poveznice
- Hrvatska gradska glazba Stari Grad, Facebook